# 철도청 야구단
철도청 야구단은 1913년부터 1978년까지 존재했던 실업 야구단이다. 1914년 조선야구대회 우승을 차지했으며 1946년 실업 구단으로 전환되었다. 1970년대 중반부터 부진하다가 1979년을 끝으로 해체됐다.

## 주요 선수
- 남궁택경
- 김진명
- 황태환
- 이건복
- 김진영
- 김성근
- 유지훤
- 김광철
- 금광옥